# 兵庫エフエム放送

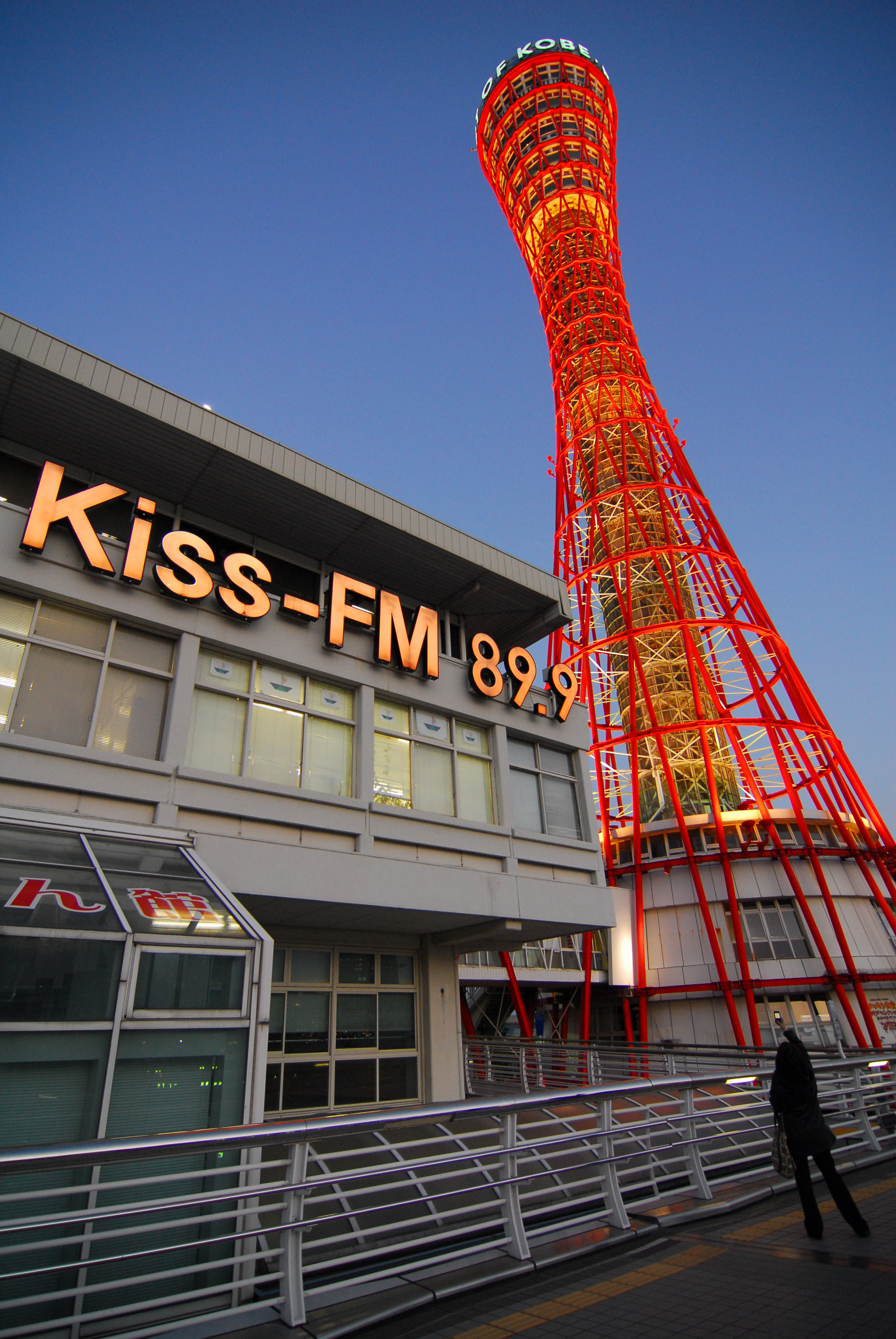
長らく本社が置かれていた中突堤中央ビルと神戸ポートタワー

兵庫エフエム放送株式会社（ひょうごエフエムほうそう、Hyogo FM Broadcasting Co., Ltd.）は、兵庫県を放送対象地域とするFMラジオ放送（超短波放送）事業を行っている特定地上基幹放送事業者である。愛称は『Kiss FM KOBE』（キッスエフエム コウベ）。
本記事では、同社の実質的な前身会社である株式会社Kiss-FM KOBEについても述べる。これは経営破綻により、2010年10月1日よりKiss-FM KOBEから兵庫エフエム放送に事業が引き継がれたことによる。以下、株式会社Kiss-FM KOBEを「旧法人」、兵庫エフエム放送株式会社を「新法人」と表す。詳細はこちらの節を参照。

## 概要
コールサインはJOIV-FM。また、神戸本社送信所の周波数89.9MHz（空中線電力 1kW / 実効輻射電力 3.7kW）は、日本においてFM補完放送が開始されるまではNHK・民放を含めたFM局では最も高い周波数であった。
5:00を起点とした24時間放送だが、毎週日曜深夜<月曜未明>の3:00 - 5:00（2014年9月までは3:30 - 5:00、2014年3月までは2:55 - 5:00、2012年3月までは1:00 - 5:00、2005年10月1日までは2:00 - 5:00）はメンテナンスタイムとして番組を休止している（不定期で放送を早く終了する場合がある。ただし、毎月第1日曜深夜<月曜未明>は放送終了時刻から3分間、番組審議会の報告番組「Kiss MONTHLY REPORT」を放送し、そのあとに日曜付放送終了のアナウンスを行う。）。
オープニング・クロージング共に英語によるナレーションを行っている。開局当時は日本語ナレーションを中心に英語が織り交ぜられていた。
同局ではパーソナリティ（同局アナウンサーを含む）を「SOUNDCREW」（サウンドクルー、略表記：SC）、ヘヴィー・ローテーション曲を「HOTRAXX」（ ホットラックス）、リスナーを「Kissner」（キスナー）、ラジオネームを「Kissネーム」（キッスネーム）と称する。
天気予報や道路交通情報は基本的に兵庫県だけでなく大阪府のものも放送している。
新法人となり社名は「兵庫エフエム放送」となったが、放送番組や各種案内でこの名称は一切用いられず、TOKYO FM・JFN系列の番組でも「Kiss FM KOBE」と紹介される。月初めに放送される番審報告『Kiss MONTHLY REPORT』で「兵庫エフエム放送本社で開催された審議会は」と流れる程度であり、日曜深夜から月曜早朝にかけて流れるオープニング・クロージングでも「兵庫エフエム放送」は使われない。

当局含めたJFN系列38局はACジャパン（旧・公共広告機構）の正会員企業の一つである。

## 歴史

### 1982年 - 1994年
兵庫県域への民放FM周波数割り当ては郵政省（現・総務省）が1982年（昭和57年）10月27日に行われたが、71社の申請があり一本化調整に時間がかかった。
ラジオ関西を保護することに加え、大阪府域2局目のFM802が設立されることから兵庫県に民放FM不要論も出たが、当時民放FMがFM香川（1988年4月開局）しか聴けなかった姫路市等の播磨地域、FM山陰（1986年10月開局）しか聴けなかった但馬地域から兵庫県域民放FM開局をの要望が出た。
同じく民放FM開局が難航していた隣接する京都府（後にエフエム京都が開局）とともに申請の一本化を急ぐことになり、1989年（平成元年）にようやく設立されたが、500万人以上の9都道府県で民放FMの開局は最後になってしまった。
旧法人は1990年（平成2年）10月1日に独立局として全国34番目（エフエム大分と同日）に開局した。近畿地方ではFM大阪（1970年4月1日開局）、FM802（1989年6月1日開局）に次ぐ3番目の民放FM局である。開局時の自社制作比率は94%であった。
旧法人の開局当時の商号は兵庫エフエムラジオ放送株式会社（ひょうごエフエムラジオほうそう）だった。当初の愛称は「Kiss-FM」であり、1994年9月まで「KOBE」が付いていなかった。。開局当時はパステルカラーの局名ロゴが存在した。また開局当初は地域性を考慮して神戸市（現本社）と姫路市（NHK姫路支局内）にスタジオを置く2本社制をとっており、両スタジオは光ファイバーで結ばれどちらからでも放送できるようになっていた。さらに、新神戸駅前の新神戸OPA（現・新神戸オリエンタルアベニュー）内の「オパスタ」（新神戸OPAが新神戸オリエンタルアベニューにリニューアルされた際にスタジオ名も「新神戸スタジオ」→「新神戸アベニュースタジオ」に改称）や、神戸ハーバーランドに設置されたサテライト（オープン）スタジオ「マリスタ」から自社の番組が公開生放送されていた。
開局後から兵庫県南部地震（阪神・淡路大震災）前にかけては、国際都市神戸という特性を活かしたおしゃれなマルチリンガル番組が多数編成されていた。代表的な番組に、世界中に存在する「Kiss」のネーミングを持つFM局の番組を毎日紹介する『Kissing The Groove』、黒田アーサーと加藤美樹によるカウントダウンプログラム『BANANAFISH DAY〜Kiss World Hot Score』、小曽根真がサウンドクルーを務めた『OZMIC NOTES』、架空のバーを舞台にした人間模様とジャジーな選曲とを織り交ぜたラジオドラマ『バール・サンドリオン』、假野剛彦の『Rendez-vous Cafe』、フランス語を基調とした浅尾寿美の『ラトリエ・デュ・ソン』などがある。
その後、ラジオドラマを昼番組に取り入れたり、『La Zone』というノンストップミュージックゾーンを折り込んだりしたほか、フィラーに近い深夜の『Nocturne』など、洗練されたステーションイメージが確立していった。1994年には公募サウンドクルーに選ばれた大久保かれんの『Karen's Beat Access』（平日 17:00 - ）がスタートした。また、同時期に神戸親局の出力が500Wから1kWへ増力し、受信エリアが拡大された。同年10月の改編では和田誠デザインの新ロゴマークが発表された。それと同時に、それまでジングルでは「89.9 Kiss-FM」或いは「SeaSide Oasis Kiss-FM」（シーサイド・オアシス・キッスエフエム）だったステーションコールが「Kiss-FM KOBE」（キッスエフエムコウベ）「Cinderella Station Kiss-FM KOBE」（シンデレラ・ステーション・キッスエフエムコウベ）と謳われるようになり、より「KOBE」を押し出す形へ変わっていく。

### 1995年 - 2003年3月
しかし、1995年（平成7年）1月17日 5:46に発生した兵庫県南部地震（阪神・淡路大震災）によって、それまでの編成は一変し、その後の同局の経営にも大きな影響を与えることになった。
震災当日、朝5・6時台の放送は録音放送で、この放送は停止しなかった。生放送は朝7時からシーナ・ダスワニの『Waterfront delight』を予定していたが、震災によって交通網が寸断され、本人がスタジオに到着できなかったため、7:03からディレクターによるアナウンス放送が行われた。
報道部を持たない同局は、当初通信社から送られて来るFAX原稿をもとに放送を続けていたが、10:00から放送する予定だったワイド番組『KOBE BRILLIANTDAYS』のサウンドクルー・JOJO大谷がいち早く駆け付けた。彼は英語を話せるバイリンガルであったため、地震情報を英訳して放送したところ、居合わせていたスタッフから「英語でも地震情報を読もう」と提案。国際都市・神戸のFM局として、在日外国人のために各国の言語での災害情報や生活情報が放送された。当時のテレビ・ラジオで放送された震災関連の報道は犠牲者数や被害状況などを中心としたものであったが、炊き出しや浴場などのライフラインを中心とした「被災者が本当に必要とする情報」をリスナーから広く求め、被災者を勇気付ける音楽と共に送り続けて来た。
その後、「We Love KOBE」をキャッチフレーズに、神戸市出身の平松愛理が作曲した（作詞は淡路島出身で開局当初取締役最高顧問だった阿久悠）「美し都〜がんばろやWe love KOBE〜」をKiss HOTRAXXとして大数回オンエアしたり、キャンペーンCM「こころのキャッチ」などで被災者を元気づけた。さらにJOJO大谷とジェフリー・ジェムズがサウンドクルーを務めた『KOBE LOVE STORY』、SHINGOの『Kissner's Chart Attack』など「キスナー」とのコミュニケーションを重視した番組が多数編成される様になる。この路線がコアなリスナーの支持を集めるようになる。2001年には当時放送中だった『SHINGO'S RADIO SHOW 〜花鳥風月〜』がギャラクシー賞パーソナリティ部門を獲得した。このことはコミュニケーション重視路線の集大成とも言える。ギャラクシー賞の地方FM局での受賞は異例であったが、キスナーの支持がその背景にあった。しかし、このような求心力の高まりの反面、阪神・淡路大震災の影響は大きく、経営を圧迫した。また、実質的な親会社でもあったダイエーの経営危機が2002年頃から顕在化、それに代わる有力な支援企業も現れないまま、屋台骨を大きく揺さぶり続けたことが自社の編成をさらに大きく変える結果となった。

### 2003年4月 - 2010年3月
旧法人は開局より12年半に亘って独立局として放送されてきたが、2003年（平成15年）1月、全国FM放送協議会（JAPAN FM NETWORK／以下"JFN"と称する）に加盟することを決断。同年4月改編では、それまでほぼ100%だった自社制作番組を大幅縮小、生ワイドは平日 7:30 - 11:00・16:00 - 19:00（金は20:00）、20:00 - 22:00の3本立てとした番組編成を発表する。その結果、一部の番組を除いて3月末までに大半の自社制作番組が終了となった。そして、3月31日 23:59:20からの「Music Clock」（流通科学大学提供）を最後に独立局としての編成が終了し、翌4月1日 0:00にそれまで流れたことのない普通の時報とともに、東京から配信されるJFNのネットワーク番組を主体とした編成を開始した（加盟後最初に放送された番組は『ジェットストリーム』）。それまで、兵庫県下ではJFN系列のエフエム大阪（阪神地区・神戸市・淡路島）、FM香川とFM岡山（播磨地区）、FM山陰（但馬地区）が一部で聴取できたが、Kiss-FM KOBEのJFN加盟により兵庫県内全域でTOKYO FM及びJFN系列の番組が良好に聴取できる様になった。また、JFN加盟局で自主制作の比率が比較的高いエフエム大阪では放送されないJFNの番組が阪神地区でも聴取できる様になり、FM滋賀（E-Radio）（主に京滋地区） と共に近畿広域圏の大半（ただしJFN系列局のない奈良・和歌山両県の一部地域を除く）でJFNのネットワーク番組が聴取可能となった。その一方で、大阪市、神戸市などでエフエム大阪とKiss-FM KOBEの受信エリアが重複し、土・日曜日を中心に2局で同一番組が常に放送される結果となった。その上、岡山県や香川県、山陰地方などJFN加盟局しか存在しない地域では、遠距離ながら独自性が高く、洗練されたKiss-FM KOBEの放送がよく聴取されていたが、JFN加盟でそのメリットが失われた。このため、結果としてリスナー離れを引き起こした。なお、JFNの生放送番組ではローカル枠を中心に兵庫からの情報ゾーンとして差し替え放送を多めに行うことで独立局時代からの情報コーナーを一部維持した。
同年6月1日、旧法人は愛称と同じ株式会社Kiss-FM KOBEに商号を変更した。
2006年（平成18年）10月の番組改編で再び自社制作の番組中心の編成となった。これにより、平日 7:30 - 19:55の時間帯の大部分が自社制作の番組となった。
2007年（平成19年）7月には、大阪・心斎橋のアメリカ村に大阪支社を設置、同時に新たなサテライトスタジオ「Kiss-FM Studio@アメリカ村 MichelCube」（マイケルキューブ）も設置し、一部の番組収録や『アメリカ村@DEEP』の生放送を行うと共に、動画配信サイト「アメリカ村TV」（後述）もオープンした。また、同年9月にはサテライトスタジオ「城下町すたじお」が姫路市内に設けられ、『PUMP IT UP!』の公開生放送が開始された。
このJFN加盟を機に経営は改善され、2005年（平成17年）3月期は黒字転換を果たした。しかし、広告収入が激減し、収入は2年で3分の2に下落した。編成に於いてはJFNの番組を開始した際に自社制作番組の数が一旦大幅に減り、その後自社枠を増加させたが、2009年秋の改編期を待たずに大幅な改編を行った。
2009年（平成21年）8月改編では再び自社制作の番組を減らし、代わりに東京発の番組の放送時間を拡大させた。この改編で平日朝枠の『BRANDNEW KOBE』が平日帯の放送から金曜のみの放送へ縮小（それ以外は『OH! HAPPY MORNING』）、平日昼枠の『PUMP IT UP!』（→『ONCE』）と平日夜枠の『たそがれのA.O.R.』（→『A・O・R』）が相次いで終了した。これにより、同月以降の自社制作生放送はウィークデイ夕方のワイド『Kiss MUSIC PRESENTER』と金曜朝の『BRAND NEW KOBE FRIDAY』、金曜夕方の『アメリカ村@DEEP』（2010年1月より『BPM（Beats Per Minute）』）のみとなった（月曜 - 木曜に関して言えばエフエム青森も同様の状況であった）。
2010年（平成22年）2月22日からは、姫路・みゆき通りにあるCafe de Miki with Hello Kitty内特設サテライトスタジオからの『Sound Barista from Cafe de MIKI with Hello Kitty』が放送開始されたため、『ONCE』の放送時間が短縮された。同番組のサウンドクルーとして平野智一が復帰、新サウンドクルーとして三崎智子が加わった。また4月スタートの『REBOOT!!』ではターザン山下が復帰した。
この他、金曜日の深夜（土曜未明）1時間のみだが『Nocturne』が復活した（2010年3月終了。その後2019年4月から日曜深夜（月曜未明 2時台）の1時間枠で再度復活）。

### 2010年4月以降と経営問題
旧法人は、2009年（平成21年）12月22日の臨時株主総会において、資源採掘会社の日本・ボルネオ・エネルギー株式会社を引受先とする6,300万円の第三者割当増資を決議。これにさかのぼり18日、代表取締役社長の平沢正博が会長に就き、広告代理店シーエムパックの城田渉が社長に就任する人事を発表した。
2010年（平成22年）2月10日、神戸新聞の報道により、平沢社長時代の2007 - 2008年度の売上高を粉飾決算した疑いが発覚（2007年に約2億円、2008年に約4億円を粉飾）した。ボルネオは「会計に不明朗な点があるとして出資を見合わせる」と報じられた。当局は記者会見を開き、旧経営陣に対し損害賠償訴訟を起こした。翌3月6日には、「経費削減に区切りがついた」として城田が取締役に退き、新たに取締役の相田勲が代表取締役社長に就任した。
帝国データバンクの調べでは、「第三者割当増資先から払込期限を過ぎた3月25日に6,300万円の入金」があり、同日出金されるという不明瞭な会計が行われた。
大株主であるエフエム東京は新経営陣が旧経営陣と関係がある事を理由に臨時株主総会の招集を請求。4月15日に旧法人の臨時株主総会が開かれる事が決まる。総会を前にJFNは旧法人に対して同月末での除名を通達する。総会直前の13日、株式会社SRCグループ代表の横山剛が日本・ボルネオ・エネルギーによる議決権行使差止めの仮処分の申立てをし、総会当日の15日朝、神戸地方裁判所はこれを認め、同社は臨時株主総会で議決権行使ができなくなった。
15日午後の臨時株主総会では、相田をはじめとする経営陣が流会を宣言して退席した後、残った株主のみで、相田ら取締役5人の解任案とエフエム東京常務の唐島夏生ら3人の取締役選任案を賛成多数で可決。続いて開催された取締役会で横山が旧法人の代表取締役社長に就任した。翌16日の新経営陣による社員説明会にはこれを認めない旧経営陣も押しかけ、警察が割って入る騒動に発展した。相田は19日、「株主総会無効及び地位の確認を求める訴訟を提起する」と記者会見で発表した。
28日、旧法人は神戸地裁に民事再生法の適用を申請し受理され、保全命令を受けた。負債総額は6億7千万円だった。日本で倒産法の適用を受けた地上波民放局（コミュニティ放送を除く）は、1994年（平成6年）の京都放送（会社更生法適用）、2008年（平成20年）のエフエム九州（新旧分離による清算）に次ぐ3例目である。
またこの日、JFNは「放送局の社会的信用を失墜させた」として旧法人に2010年（平成22年）4月30日付けで除名することを通知した。全時間帯の6 - 8割強をJFNからの配信に頼っているが、JFN側は「改善が見られない限り5月末で配信を打ち切る」と発表した。ただ、JFNから完全に縁を切られた訳ではなく、コンプライアンス体制整備をJFN再加盟の条件としていた。なお、JFN史上ネットワーク局の除名は初めてである。
旧法人に対して譲渡受け入れをしめしたのは、エフエム東京と横山剛率いるSRCグループ、それに東京タワー（現・株式会社TOKYO TOWER）が出資して2010年5月19日付で設立した兵庫エフエム放送株式会社（新法人）1社で、旧法人は同月27日の取締役会で経営譲渡先として新法人への事業譲渡を決定、旧法人は会社清算する見込みとなった。この時、旧法人側は10月1日までに経営譲渡を終えたいとしていた。同日、JFNは番組配信打ち切り期限を5月末から9月末まで延長する事を発表した。
経営譲渡を4日後に控えた9月28日、JFNが番組配信停止の猶予期間をさらに延長することが明らかになる。翌29日、総務省は放送事業の免許を新法人が10月1日付で承継する許可を発表した。JFNが新法人の加盟審査を行う11月までは暫定的にJFNの番組配信を受けられることになった。これに伴い旧法人は清算され、新法人に1億円で事業譲渡する事になった。放送局の経営破綻に伴う新旧分離は前述のエフエム九州以来2例目となった。
10月1日 0:00をもって正式に旧法人から新法人に事業譲渡された。新法人の愛称はKiss FM KOBE（KissとFMの間のハイフンが無くなった）で、同時に公式ウェブサイトもリニューアルされた。ドメイン名は旧法人時代と同じものを引き続き使用している。なお、同日は開局から20周年にあたる日でもあり、ターザン山下とジェフリー・ジェムズによる記念特別番組を放送した。
11月4日、JFNは新法人の新規加盟を決め、Kiss-FM KOBE時代に一旦除名していたJFN系列のネットが再開された。
新法人の発足後は、社長に就任した横山の「ほとんどの番組が自社制作で、よく聞かれていたころの（独立局時代の）Kiss FM KOBEを思い出してもらう必要があるだろう」という方針のもと、夕方のワイド番組だけに減少していた自社制作番組の再拡充を行い、旧法人時代末期に、広告収入が高額なことから放送が増加していた（薬事法制的にグレーと思われる）健康食品のCMを辞退するなど、放送内容のテコ入れを行った。また看板広告の設置やフリーペーパー『Kiss PRESS』の刊行（紙面での発行は2020年休刊）など、広報活動にも力を入れた。これ以降、7:30 - 19:00が自社制作生ワイド枠となっているほか、平日週末問わず自社制作の箱番組がちりばめられている。
2011年（平成23年）4月12日、ラジオ関西・KBS京都・和歌山放送・ラジオNIKKEIと同時にradikoの試験配信を開始。同局は近畿広域圏全域への配信が行われた。
2014年（平成26年）3月31日、文字多重放送を終了。
10月4日、グランフェスタ6番街（姫路市）にサテライトスタジオを開設した（2017年8月26日閉鎖）。

### 新局舎に移転
2021年（令和3年）3月29日、本社・演奏所をそれまでの中突堤中央ビル4階（中央区波止場町5番4号）から中突堤旅客ターミナル（神戸市中央区波止場町5番6号、神戸メリケンパークオリエンタルホテル2階）へ移転、この日から新しい演奏所（スタジオ）からの放送を開始（本社は4月1日、マスターは4月17日にそれぞれ移転された）。
4月1日、ロゴマークを変更。キャッチコピーは、「the wonderful station」。

## 本社・スタジオ
出典
- 郵便番号：650-8589
  - 兵庫県神戸市中央区波止場町5番6号 神戸メリケンパークオリエンタルホテル2階

## 東京支社
出典
- 郵便番号：102-0093
  - 東京都千代田区平河町1丁目3番6号 fBIZMARKS麹町301号室[注 10]
- 一時期、大阪・心斎橋に大阪支社が設けられていた。

## 送信所・中継局
出典
| 親局   | 周波数  | 空中線電力 | 偏波 | 備考   |
| ------ | ------- | ---------- | ---- | ------ |
| 神戸   | 89.9MHz | 1kW        | 水平 | [ 31 ] |
| 中継局 | 周波数  | 空中線電力 | 偏波 | 備考   |
| 芦屋   | 87.1MHz | 10W        | 水平 |        |
| 姫路   | 77.6MHz | 1kW        | 水平 |        |
| 氷上   | 78.3MHz | 100W       | 水平 |        |
| 城崎   | 87.9MHz | 10W        | 水平 |        |
| 香住   | 78.4MHz | 100W       | 水平 |        |
| 淡路   | 79.9MHz | 10W        | 垂直 |        |

兵庫県全域、大阪府・京都府・香川県・徳島県の大部分、福井県・三重県・滋賀県・和歌山県・岡山県・鳥取県・島根県・広島県・高知県の各一部、県域民放ラジオ局がない奈良県の大部分にて聴取可能。
日本においてFM補完放送が開始されるまではNHK・民放を含めたFM局では最も高い周波数であった。
近畿2府4県内全域、鳥取県、岡山県・香川県、徳島県の大半のケーブルテレビ局にて再配信が行われている。
ラジオ関西同様に2府4県内全域でradiko再配信も行われている。

## 資本構成
企業・団体の名称、個人の肩書は当時のもの。出典：

### 2014年10月1日
| 株主            | 比率   |
| --------------- | ------ |
| SRCマネジメント | 43.52% |
| エフエム東京    | 19.23% |
| 日本電波塔      | 19.23% |

## タイムテーブル
2025年8月時点。
太字は自社制作番組で、番組の後の氏名はサウンドクルーを表す。
- 放送時間
  - 平日　月曜日5時開始・ほかの曜日は4時を起点として24時間放送
  - 土曜日　5時起点の24時間放送
  - 日曜日　5時起点～原則は月曜日2時終了。ただし、大規模なメンテナンスが生じる場合は月曜1時に終了に繰り上げる場合もある。休止中はテストトーンのほか、radikoでも砂嵐音（停波音）を流す場合もある。
- 当局はエフエム大阪とエリアが重複しているが平日の『ONE MORNING』の8時台はネットされている。JFN加盟局同士でエリアが重複する地域では大都市の先発局とエリアが重複する大都市近郊の後発局ではネットされないケースが多くTOKYO FMとエリアが重複するFM群馬とFM栃木、FM愛知とエリアが重複するFM三重ではネットされない（ただしFM栃木は8:10からの『NEW TREND ONE』はネットされている）。当局と同じようなケースはFM愛知とエリアが重複するFM岐阜がある。

### 平日
| 時 | 月曜日 | 火曜日 | 水曜日 | 木曜日 | 金曜日 |
| --- | --- | --- | --- | --- | --- |
| 5 | 5:00 Good VibeSOUP （JFNC） | （続き）Memories & Discoveries（JFNC） | （続き）Memories & Discoveries（JFNC） | （続き）Memories & Discoveries（JFNC） | （続き）Memories & Discoveries（JFNC） |
| 5 | 5:30 REAL SPORTS （JFNC） | （続き）Memories & Discoveries（JFNC） | （続き）Memories & Discoveries（JFNC） | （続き）Memories & Discoveries（JFNC） | （続き）Memories & Discoveries（JFNC） |
| 5 | 5:55 K-BREAK | | | | |
| 6 | 6:00 ONE MORNING（TOKYO FM） ▽6:45 （月 - 木）あぐりずむ ▽6:55 MY OLYMPIC ▽7:00 MORNING HEADLINE ▽7:10 リポビタンD TREND NET ▽7:19 （火）KUMON 笑顔100点満点 ▽7:20 （月）メットライフ生命 presents マイ マネーハック /（火・木）ONE MORE NEWS /（水）食と農を未来へつなぐ /（金）JA共済 presents なるほど! 交通安全 | 6:00 ONE MORNING（TOKYO FM） ▽6:45 （月 - 木）あぐりずむ ▽6:55 MY OLYMPIC ▽7:00 MORNING HEADLINE ▽7:10 リポビタンD TREND NET ▽7:19 （火）KUMON 笑顔100点満点 ▽7:20 （月）メットライフ生命 presents マイ マネーハック /（火・木）ONE MORE NEWS /（水）食と農を未来へつなぐ /（金）JA共済 presents なるほど! 交通安全 | 6:00 ONE MORNING（TOKYO FM） ▽6:45 （月 - 木）あぐりずむ ▽6:55 MY OLYMPIC ▽7:00 MORNING HEADLINE ▽7:10 リポビタンD TREND NET ▽7:19 （火）KUMON 笑顔100点満点 ▽7:20 （月）メットライフ生命 presents マイ マネーハック /（火・木）ONE MORE NEWS /（水）食と農を未来へつなぐ /（金）JA共済 presents なるほど! 交通安全 | 6:00 ONE MORNING（TOKYO FM） ▽6:45 （月 - 木）あぐりずむ ▽6:55 MY OLYMPIC ▽7:00 MORNING HEADLINE ▽7:10 リポビタンD TREND NET ▽7:19 （火）KUMON 笑顔100点満点 ▽7:20 （月）メットライフ生命 presents マイ マネーハック /（火・木）ONE MORE NEWS /（水）食と農を未来へつなぐ /（金）JA共済 presents なるほど! 交通安全 | 6:00 ONE MORNING（TOKYO FM） ▽6:45 （月 - 木）あぐりずむ ▽6:55 MY OLYMPIC ▽7:00 MORNING HEADLINE ▽7:10 リポビタンD TREND NET ▽7:19 （火）KUMON 笑顔100点満点 ▽7:20 （月）メットライフ生命 presents マイ マネーハック /（火・木）ONE MORE NEWS /（水）食と農を未来へつなぐ /（金）JA共済 presents なるほど! 交通安全 |
| 7 | 6:00 ONE MORNING（TOKYO FM） ▽6:45 （月 - 木）あぐりずむ ▽6:55 MY OLYMPIC ▽7:00 MORNING HEADLINE ▽7:10 リポビタンD TREND NET ▽7:19 （火）KUMON 笑顔100点満点 ▽7:20 （月）メットライフ生命 presents マイ マネーハック /（火・木）ONE MORE NEWS /（水）食と農を未来へつなぐ /（金）JA共済 presents なるほど! 交通安全 | 6:00 ONE MORNING（TOKYO FM） ▽6:45 （月 - 木）あぐりずむ ▽6:55 MY OLYMPIC ▽7:00 MORNING HEADLINE ▽7:10 リポビタンD TREND NET ▽7:19 （火）KUMON 笑顔100点満点 ▽7:20 （月）メットライフ生命 presents マイ マネーハック /（火・木）ONE MORE NEWS /（水）食と農を未来へつなぐ /（金）JA共済 presents なるほど! 交通安全 | 6:00 ONE MORNING（TOKYO FM） ▽6:45 （月 - 木）あぐりずむ ▽6:55 MY OLYMPIC ▽7:00 MORNING HEADLINE ▽7:10 リポビタンD TREND NET ▽7:19 （火）KUMON 笑顔100点満点 ▽7:20 （月）メットライフ生命 presents マイ マネーハック /（火・木）ONE MORE NEWS /（水）食と農を未来へつなぐ /（金）JA共済 presents なるほど! 交通安全 | 6:00 ONE MORNING（TOKYO FM） ▽6:45 （月 - 木）あぐりずむ ▽6:55 MY OLYMPIC ▽7:00 MORNING HEADLINE ▽7:10 リポビタンD TREND NET ▽7:19 （火）KUMON 笑顔100点満点 ▽7:20 （月）メットライフ生命 presents マイ マネーハック /（火・木）ONE MORE NEWS /（水）食と農を未来へつなぐ /（金）JA共済 presents なるほど! 交通安全 | 6:00 ONE MORNING（TOKYO FM） ▽6:45 （月 - 木）あぐりずむ ▽6:55 MY OLYMPIC ▽7:00 MORNING HEADLINE ▽7:10 リポビタンD TREND NET ▽7:19 （火）KUMON 笑顔100点満点 ▽7:20 （月）メットライフ生命 presents マイ マネーハック /（火・木）ONE MORE NEWS /（水）食と農を未来へつなぐ /（金）JA共済 presents なるほど! 交通安全 |
| 7:30 シャカリキ - クマガイタツロウ（ワタナベフラワー） ▽8:00 イエローハット TODAY'S KEY NUMBER（TOKYO FM） ▽8:09 今日のスポーツ（TOKYO FM） ▽8:10 （月・水・木）NEW TREND ONE / （火）KINKATSU TREND ONE（TOKYO FM） | 7:30 シャカリキ - クマガイタツロウ（ワタナベフラワー） ▽8:00 イエローハット TODAY'S KEY NUMBER（TOKYO FM） ▽8:09 今日のスポーツ（TOKYO FM） ▽8:10 （月・水・木）NEW TREND ONE / （火）KINKATSU TREND ONE（TOKYO FM） | 7:30 シャカリキ - クマガイタツロウ（ワタナベフラワー） ▽8:00 イエローハット TODAY'S KEY NUMBER（TOKYO FM） ▽8:09 今日のスポーツ（TOKYO FM） ▽8:10 （月・水・木）NEW TREND ONE / （火）KINKATSU TREND ONE（TOKYO FM） | 7:30 シャカリキ - クマガイタツロウ（ワタナベフラワー） ▽8:00 イエローハット TODAY'S KEY NUMBER（TOKYO FM） ▽8:09 今日のスポーツ（TOKYO FM） ▽8:10 （月・水・木）NEW TREND ONE / （火）KINKATSU TREND ONE（TOKYO FM） | 7:30 ENERGY FRIDAY!!! ターザン山下、小林祐梨子（8:20 - ） | |
| 7:30 シャカリキ - クマガイタツロウ（ワタナベフラワー） ▽8:00 イエローハット TODAY'S KEY NUMBER（TOKYO FM） ▽8:09 今日のスポーツ（TOKYO FM） ▽8:10 （月・水・木）NEW TREND ONE / （火）KINKATSU TREND ONE（TOKYO FM） | 7:30 シャカリキ - クマガイタツロウ（ワタナベフラワー） ▽8:00 イエローハット TODAY'S KEY NUMBER（TOKYO FM） ▽8:09 今日のスポーツ（TOKYO FM） ▽8:10 （月・水・木）NEW TREND ONE / （火）KINKATSU TREND ONE（TOKYO FM） | 7:30 シャカリキ - クマガイタツロウ（ワタナベフラワー） ▽8:00 イエローハット TODAY'S KEY NUMBER（TOKYO FM） ▽8:09 今日のスポーツ（TOKYO FM） ▽8:10 （月・水・木）NEW TREND ONE / （火）KINKATSU TREND ONE（TOKYO FM） | 7:30 シャカリキ - クマガイタツロウ（ワタナベフラワー） ▽8:00 イエローハット TODAY'S KEY NUMBER（TOKYO FM） ▽8:09 今日のスポーツ（TOKYO FM） ▽8:10 （月・水・木）NEW TREND ONE / （火）KINKATSU TREND ONE（TOKYO FM） | 7:30 ENERGY FRIDAY!!! ターザン山下、小林祐梨子（8:20 - ） | 8 |
| 7:30 シャカリキ - クマガイタツロウ（ワタナベフラワー） ▽8:00 イエローハット TODAY'S KEY NUMBER（TOKYO FM） ▽8:09 今日のスポーツ（TOKYO FM） ▽8:10 （月・水・木）NEW TREND ONE / （火）KINKATSU TREND ONE（TOKYO FM） | 7:30 シャカリキ - クマガイタツロウ（ワタナベフラワー） ▽8:00 イエローハット TODAY'S KEY NUMBER（TOKYO FM） ▽8:09 今日のスポーツ（TOKYO FM） ▽8:10 （月・水・木）NEW TREND ONE / （火）KINKATSU TREND ONE（TOKYO FM） | 7:30 シャカリキ - クマガイタツロウ（ワタナベフラワー） ▽8:00 イエローハット TODAY'S KEY NUMBER（TOKYO FM） ▽8:09 今日のスポーツ（TOKYO FM） ▽8:10 （月・水・木）NEW TREND ONE / （火）KINKATSU TREND ONE（TOKYO FM） | 7:30 シャカリキ - クマガイタツロウ（ワタナベフラワー） ▽8:00 イエローハット TODAY'S KEY NUMBER（TOKYO FM） ▽8:09 今日のスポーツ（TOKYO FM） ▽8:10 （月・水・木）NEW TREND ONE / （火）KINKATSU TREND ONE（TOKYO FM） | 7:30 ENERGY FRIDAY!!! ターザン山下、小林祐梨子（8:20 - ） | 9 |
| 7:30 シャカリキ - クマガイタツロウ（ワタナベフラワー） ▽8:00 イエローハット TODAY'S KEY NUMBER（TOKYO FM） ▽8:09 今日のスポーツ（TOKYO FM） ▽8:10 （月・水・木）NEW TREND ONE / （火）KINKATSU TREND ONE（TOKYO FM） | 7:30 シャカリキ - クマガイタツロウ（ワタナベフラワー） ▽8:00 イエローハット TODAY'S KEY NUMBER（TOKYO FM） ▽8:09 今日のスポーツ（TOKYO FM） ▽8:10 （月・水・木）NEW TREND ONE / （火）KINKATSU TREND ONE（TOKYO FM） | 7:30 シャカリキ - クマガイタツロウ（ワタナベフラワー） ▽8:00 イエローハット TODAY'S KEY NUMBER（TOKYO FM） ▽8:09 今日のスポーツ（TOKYO FM） ▽8:10 （月・水・木）NEW TREND ONE / （火）KINKATSU TREND ONE（TOKYO FM） | 7:30 シャカリキ - クマガイタツロウ（ワタナベフラワー） ▽8:00 イエローハット TODAY'S KEY NUMBER（TOKYO FM） ▽8:09 今日のスポーツ（TOKYO FM） ▽8:10 （月・水・木）NEW TREND ONE / （火）KINKATSU TREND ONE（TOKYO FM） | 7:30 ENERGY FRIDAY!!! ターザン山下、小林祐梨子（8:20 - ） | 10 |
| 11 | 11:00 ディア・フレンズ（TOKYO FM） | 11:00 ディア・フレンズ（TOKYO FM） | 11:00 ディア・フレンズ（TOKYO FM） | 11:00 ディア・フレンズ（TOKYO FM） | 11:00 松任谷由実のYuming Chord （TOKYO FM） |
| 11 | 11:30 Yakult1000Music ケーシーハシモト、藤原岬 | 11:30 椿ここのここいいね! 椿ここ、水木ゆうな | 11:30 SOUND CROSSING | 11:30 SOUND CROSSING （最終週）FiNO LaBO FIVE NEW OLD | 11:30 Viva la radio 珠久美穂子、近藤岳登（15時台のみ） ▽12:00 みなみが神戸でみーつけた! KOBerrieS♪ 森島みなみ ▽13:00 デイリーフライヤー（JFNC） ▽14:45 神戸マツダ presents ドライブSHOW!! 岩井万実、まつむらさとみ ▽14:55 IMP.のIMPickup（TOKYO FM）                                                                |
| 11 | 11:45 SOUND CROSSING | 11:30 椿ここのここいいね! 椿ここ、水木ゆうな | 11:30 SOUND CROSSING | 11:30 SOUND CROSSING （最終週）FiNO LaBO FIVE NEW OLD | 11:30 Viva la radio 珠久美穂子、近藤岳登（15時台のみ） ▽12:00 みなみが神戸でみーつけた! KOBerrieS♪ 森島みなみ ▽13:00 デイリーフライヤー（JFNC） ▽14:45 神戸マツダ presents ドライブSHOW!! 岩井万実、まつむらさとみ ▽14:55 IMP.のIMPickup（TOKYO FM）                                                                |
| 11 | 11:55 ニュース・天気予報 | | | | 11:30 Viva la radio 珠久美穂子、近藤岳登（15時台のみ） ▽12:00 みなみが神戸でみーつけた! KOBerrieS♪ 森島みなみ ▽13:00 デイリーフライヤー（JFNC） ▽14:45 神戸マツダ presents ドライブSHOW!! 岩井万実、まつむらさとみ ▽14:55 IMP.のIMPickup（TOKYO FM）                                                                |
| 12 | 12:00 Wave!!!! - 中野耕史（月・水）、松田礼那（火・木） ▽13:00 デイリーフライヤー（JFNC） | 12:00 Wave!!!! - 中野耕史（月・水）、松田礼那（火・木） ▽13:00 デイリーフライヤー（JFNC） | 12:00 Wave!!!! - 中野耕史（月・水）、松田礼那（火・木） ▽13:00 デイリーフライヤー（JFNC） | 12:00 Wave!!!! - 中野耕史（月・水）、松田礼那（火・木） ▽13:00 デイリーフライヤー（JFNC） | 11:30 Viva la radio 珠久美穂子、近藤岳登（15時台のみ） ▽12:00 みなみが神戸でみーつけた! KOBerrieS♪ 森島みなみ ▽13:00 デイリーフライヤー（JFNC） ▽14:45 神戸マツダ presents ドライブSHOW!! 岩井万実、まつむらさとみ ▽14:55 IMP.のIMPickup（TOKYO FM）                                                                |
| 13 | 12:00 Wave!!!! - 中野耕史（月・水）、松田礼那（火・木） ▽13:00 デイリーフライヤー（JFNC） | 12:00 Wave!!!! - 中野耕史（月・水）、松田礼那（火・木） ▽13:00 デイリーフライヤー（JFNC） | 12:00 Wave!!!! - 中野耕史（月・水）、松田礼那（火・木） ▽13:00 デイリーフライヤー（JFNC） | 12:00 Wave!!!! - 中野耕史（月・水）、松田礼那（火・木） ▽13:00 デイリーフライヤー（JFNC） | 11:30 Viva la radio 珠久美穂子、近藤岳登（15時台のみ） ▽12:00 みなみが神戸でみーつけた! KOBerrieS♪ 森島みなみ ▽13:00 デイリーフライヤー（JFNC） ▽14:45 神戸マツダ presents ドライブSHOW!! 岩井万実、まつむらさとみ ▽14:55 IMP.のIMPickup（TOKYO FM）                                                                |
| 14 | 12:00 Wave!!!! - 中野耕史（月・水）、松田礼那（火・木） ▽13:00 デイリーフライヤー（JFNC） | 12:00 Wave!!!! - 中野耕史（月・水）、松田礼那（火・木） ▽13:00 デイリーフライヤー（JFNC） | 12:00 Wave!!!! - 中野耕史（月・水）、松田礼那（火・木） ▽13:00 デイリーフライヤー（JFNC） | 12:00 Wave!!!! - 中野耕史（月・水）、松田礼那（火・木） ▽13:00 デイリーフライヤー（JFNC） | 11:30 Viva la radio 珠久美穂子、近藤岳登（15時台のみ） ▽12:00 みなみが神戸でみーつけた! KOBerrieS♪ 森島みなみ ▽13:00 デイリーフライヤー（JFNC） ▽14:45 神戸マツダ presents ドライブSHOW!! 岩井万実、まつむらさとみ ▽14:55 IMP.のIMPickup（TOKYO FM）                                                                |
| 14:55 IMP.のIMPickup（TOKYO FM） | | | | | 11:30 Viva la radio 珠久美穂子、近藤岳登（15時台のみ） ▽12:00 みなみが神戸でみーつけた! KOBerrieS♪ 森島みなみ ▽13:00 デイリーフライヤー（JFNC） ▽14:45 神戸マツダ presents ドライブSHOW!! 岩井万実、まつむらさとみ ▽14:55 IMP.のIMPickup（TOKYO FM）                                                                |
| 15 | 15:00 Kiss Music Presenter - 藤原岬（月・火）、ターザン山下（水・木） ▽17:42 My First Music（TOKYO FM） | 15:00 Kiss Music Presenter - 藤原岬（月・火）、ターザン山下（水・木） ▽17:42 My First Music（TOKYO FM） | 15:00 Kiss Music Presenter - 藤原岬（月・火）、ターザン山下（水・木） ▽17:42 My First Music（TOKYO FM） | 15:00 Kiss Music Presenter - 藤原岬（月・火）、ターザン山下（水・木） ▽17:42 My First Music（TOKYO FM） | 11:30 Viva la radio 珠久美穂子、近藤岳登（15時台のみ） ▽12:00 みなみが神戸でみーつけた! KOBerrieS♪ 森島みなみ ▽13:00 デイリーフライヤー（JFNC） ▽14:45 神戸マツダ presents ドライブSHOW!! 岩井万実、まつむらさとみ ▽14:55 IMP.のIMPickup（TOKYO FM）                                                                |
| 16 | 15:00 Kiss Music Presenter - 藤原岬（月・火）、ターザン山下（水・木） ▽17:42 My First Music（TOKYO FM） | 15:00 Kiss Music Presenter - 藤原岬（月・火）、ターザン山下（水・木） ▽17:42 My First Music（TOKYO FM） | 15:00 Kiss Music Presenter - 藤原岬（月・火）、ターザン山下（水・木） ▽17:42 My First Music（TOKYO FM） | 15:00 Kiss Music Presenter - 藤原岬（月・火）、ターザン山下（水・木） ▽17:42 My First Music（TOKYO FM） | 16:00 Kiss Music Presenter FRIDAY 川田一輝 |
| 17 | 15:00 Kiss Music Presenter - 藤原岬（月・火）、ターザン山下（水・木） ▽17:42 My First Music（TOKYO FM） | 15:00 Kiss Music Presenter - 藤原岬（月・火）、ターザン山下（水・木） ▽17:42 My First Music（TOKYO FM） | 15:00 Kiss Music Presenter - 藤原岬（月・火）、ターザン山下（水・木） ▽17:42 My First Music（TOKYO FM） | 15:00 Kiss Music Presenter - 藤原岬（月・火）、ターザン山下（水・木） ▽17:42 My First Music（TOKYO FM） | 16:00 Kiss Music Presenter FRIDAY 川田一輝 |
| 18 | 15:00 Kiss Music Presenter - 藤原岬（月・火）、ターザン山下（水・木） ▽17:42 My First Music（TOKYO FM） | 15:00 Kiss Music Presenter - 藤原岬（月・火）、ターザン山下（水・木） ▽17:42 My First Music（TOKYO FM） | 15:00 Kiss Music Presenter - 藤原岬（月・火）、ターザン山下（水・木） ▽17:42 My First Music（TOKYO FM） | 15:00 Kiss Music Presenter - 藤原岬（月・火）、ターザン山下（水・木） ▽17:42 My First Music（TOKYO FM） | 16:00 Kiss Music Presenter FRIDAY 川田一輝 |
| 19 | 19:00 A・O・R（JFNC） ▽19:55 ニュース | 19:00 A・O・R（JFNC） ▽19:55 ニュース | 19:00 A・O・R（JFNC） ▽19:55 ニュース | 19:00 A・O・R（JFNC） ▽19:55 ニュース | 19:00 山岸久朗のコレってどうなんですか!? 山岸久朗、フジヤマミユ、珠久美穂子 |
| 19 | 19:00 A・O・R（JFNC） ▽19:55 ニュース | 19:00 A・O・R（JFNC） ▽19:55 ニュース | 19:00 A・O・R（JFNC） ▽19:55 ニュース | 19:00 A・O・R（JFNC） ▽19:55 ニュース | 19:30 アスキングライフの 「答えはきっと音の中...」season 4 アスキングライフ、峰のりえ |
| 19 | 19:00 A・O・R（JFNC） ▽19:55 ニュース | 19:00 A・O・R（JFNC） ▽19:55 ニュース | 19:00 A・O・R（JFNC） ▽19:55 ニュース | 19:00 A・O・R（JFNC） ▽19:55 ニュース | 19:55 ニュース |
| 20 | 19:00 A・O・R（JFNC） ▽19:55 ニュース | 19:00 A・O・R（JFNC） ▽19:55 ニュース | 19:00 A・O・R（JFNC） ▽19:55 ニュース | 19:00 A・O・R（JFNC） ▽19:55 ニュース | 20:00 あ〜ちゃん ちゃあぽんの! “West Side Story” （JFNC） |
| 20 | 19:00 A・O・R（JFNC） ▽19:55 ニュース | 19:00 A・O・R（JFNC） ▽19:55 ニュース | 19:00 A・O・R（JFNC） ▽19:55 ニュース | 19:00 A・O・R（JFNC） ▽19:55 ニュース | 20:30 ネッツトヨタ兵庫 presents 麻田キョウヤのFriday Night Drivin' 麻田キョウヤ |
| 20 | 20:55 K-BREAK | | | | |
| 21 | 21:00 要のある音楽 （JFNC） | 21:00 SPITZ 草野マサムネの ロック大陸漫遊記 （TOKYO FM） | 21:00 SING LIKE TALKING 佐藤竹善のアンダンテ （JFNC） | 21:00 LiVE MAX presents YUSUKE YAMAMOTO moving on 山本裕典 | 21:00 ハラミちゃんの ハラミファソRadio♪ （JFNC） |
| 21 | 21:30 イナズマロックレディオ （JFNC） | 21:00 SPITZ 草野マサムネの ロック大陸漫遊記 （TOKYO FM） | 21:30 宮﨑薫の Hump Night With Me （JFNC） | 21:30 NCT 127 ユウタの YUTA at Home （JFNC） | 21:30 GENERATIONSのGENETALK （JFNC） |
| 21 | 21:55 オトカジ！supported by アイ工務店 | | | | |
| 22 | 22:00 SCHOOL OF LOCK!（TOKYO FM） ▽22:18 ARTIST LOCKS! 乃木坂LOCKS!（第1週） / NiziU LOCKS!（第2週） / INI LOCKS!（第3週） / 新しい学校のリーダーズLOCKS!（第4週） ▽22:55 K-BREAK ▽23:00 ANZEN LOCKS! supported by JA共済（月） / 松田LOCKS! COUNTDOWN JASRAC supported by JASRAC（水）/ SCHOOL OF LOCK!森林部 supported by 王子ホールディングス（木） ▽23:10 ARTIST LOCKS! ミセスLOCKS!（月） / Saucy LOCKS!（火） / 宮世LOCKS!（水） / 乃木坂LOCKS!（木） | 22:00 SCHOOL OF LOCK!（TOKYO FM） ▽22:18 ARTIST LOCKS! 乃木坂LOCKS!（第1週） / NiziU LOCKS!（第2週） / INI LOCKS!（第3週） / 新しい学校のリーダーズLOCKS!（第4週） ▽22:55 K-BREAK ▽23:00 ANZEN LOCKS! supported by JA共済（月） / 松田LOCKS! COUNTDOWN JASRAC supported by JASRAC（水）/ SCHOOL OF LOCK!森林部 supported by 王子ホールディングス（木） ▽23:10 ARTIST LOCKS! ミセスLOCKS!（月） / Saucy LOCKS!（火） / 宮世LOCKS!（水） / 乃木坂LOCKS!（木） | 22:00 SCHOOL OF LOCK!（TOKYO FM） ▽22:18 ARTIST LOCKS! 乃木坂LOCKS!（第1週） / NiziU LOCKS!（第2週） / INI LOCKS!（第3週） / 新しい学校のリーダーズLOCKS!（第4週） ▽22:55 K-BREAK ▽23:00 ANZEN LOCKS! supported by JA共済（月） / 松田LOCKS! COUNTDOWN JASRAC supported by JASRAC（水）/ SCHOOL OF LOCK!森林部 supported by 王子ホールディングス（木） ▽23:10 ARTIST LOCKS! ミセスLOCKS!（月） / Saucy LOCKS!（火） / 宮世LOCKS!（水） / 乃木坂LOCKS!（木） | 22:00 SCHOOL OF LOCK!（TOKYO FM） ▽22:18 ARTIST LOCKS! 乃木坂LOCKS!（第1週） / NiziU LOCKS!（第2週） / INI LOCKS!（第3週） / 新しい学校のリーダーズLOCKS!（第4週） ▽22:55 K-BREAK ▽23:00 ANZEN LOCKS! supported by JA共済（月） / 松田LOCKS! COUNTDOWN JASRAC supported by JASRAC（水）/ SCHOOL OF LOCK!森林部 supported by 王子ホールディングス（木） ▽23:10 ARTIST LOCKS! ミセスLOCKS!（月） / Saucy LOCKS!（火） / 宮世LOCKS!（水） / 乃木坂LOCKS!（木） | 22:00 SCHOOL OF LOCK! FRIDAY （TOKYO FM） ▽22:00 学校運営戦略会議 ▽22:30 ビーバーLOCKS! |
| 22 | 22:00 SCHOOL OF LOCK!（TOKYO FM） ▽22:18 ARTIST LOCKS! 乃木坂LOCKS!（第1週） / NiziU LOCKS!（第2週） / INI LOCKS!（第3週） / 新しい学校のリーダーズLOCKS!（第4週） ▽22:55 K-BREAK ▽23:00 ANZEN LOCKS! supported by JA共済（月） / 松田LOCKS! COUNTDOWN JASRAC supported by JASRAC（水）/ SCHOOL OF LOCK!森林部 supported by 王子ホールディングス（木） ▽23:10 ARTIST LOCKS! ミセスLOCKS!（月） / Saucy LOCKS!（火） / 宮世LOCKS!（水） / 乃木坂LOCKS!（木） | 22:00 SCHOOL OF LOCK!（TOKYO FM） ▽22:18 ARTIST LOCKS! 乃木坂LOCKS!（第1週） / NiziU LOCKS!（第2週） / INI LOCKS!（第3週） / 新しい学校のリーダーズLOCKS!（第4週） ▽22:55 K-BREAK ▽23:00 ANZEN LOCKS! supported by JA共済（月） / 松田LOCKS! COUNTDOWN JASRAC supported by JASRAC（水）/ SCHOOL OF LOCK!森林部 supported by 王子ホールディングス（木） ▽23:10 ARTIST LOCKS! ミセスLOCKS!（月） / Saucy LOCKS!（火） / 宮世LOCKS!（水） / 乃木坂LOCKS!（木） | 22:00 SCHOOL OF LOCK!（TOKYO FM） ▽22:18 ARTIST LOCKS! 乃木坂LOCKS!（第1週） / NiziU LOCKS!（第2週） / INI LOCKS!（第3週） / 新しい学校のリーダーズLOCKS!（第4週） ▽22:55 K-BREAK ▽23:00 ANZEN LOCKS! supported by JA共済（月） / 松田LOCKS! COUNTDOWN JASRAC supported by JASRAC（水）/ SCHOOL OF LOCK!森林部 supported by 王子ホールディングス（木） ▽23:10 ARTIST LOCKS! ミセスLOCKS!（月） / Saucy LOCKS!（火） / 宮世LOCKS!（水） / 乃木坂LOCKS!（木） | 22:00 SCHOOL OF LOCK!（TOKYO FM） ▽22:18 ARTIST LOCKS! 乃木坂LOCKS!（第1週） / NiziU LOCKS!（第2週） / INI LOCKS!（第3週） / 新しい学校のリーダーズLOCKS!（第4週） ▽22:55 K-BREAK ▽23:00 ANZEN LOCKS! supported by JA共済（月） / 松田LOCKS! COUNTDOWN JASRAC supported by JASRAC（水）/ SCHOOL OF LOCK!森林部 supported by 王子ホールディングス（木） ▽23:10 ARTIST LOCKS! ミセスLOCKS!（月） / Saucy LOCKS!（火） / 宮世LOCKS!（水） / 乃木坂LOCKS!（木） | 22:55 K-BREAK |
| 23 | 22:00 SCHOOL OF LOCK!（TOKYO FM） ▽22:18 ARTIST LOCKS! 乃木坂LOCKS!（第1週） / NiziU LOCKS!（第2週） / INI LOCKS!（第3週） / 新しい学校のリーダーズLOCKS!（第4週） ▽22:55 K-BREAK ▽23:00 ANZEN LOCKS! supported by JA共済（月） / 松田LOCKS! COUNTDOWN JASRAC supported by JASRAC（水）/ SCHOOL OF LOCK!森林部 supported by 王子ホールディングス（木） ▽23:10 ARTIST LOCKS! ミセスLOCKS!（月） / Saucy LOCKS!（火） / 宮世LOCKS!（水） / 乃木坂LOCKS!（木） | 22:00 SCHOOL OF LOCK!（TOKYO FM） ▽22:18 ARTIST LOCKS! 乃木坂LOCKS!（第1週） / NiziU LOCKS!（第2週） / INI LOCKS!（第3週） / 新しい学校のリーダーズLOCKS!（第4週） ▽22:55 K-BREAK ▽23:00 ANZEN LOCKS! supported by JA共済（月） / 松田LOCKS! COUNTDOWN JASRAC supported by JASRAC（水）/ SCHOOL OF LOCK!森林部 supported by 王子ホールディングス（木） ▽23:10 ARTIST LOCKS! ミセスLOCKS!（月） / Saucy LOCKS!（火） / 宮世LOCKS!（水） / 乃木坂LOCKS!（木） | 22:00 SCHOOL OF LOCK!（TOKYO FM） ▽22:18 ARTIST LOCKS! 乃木坂LOCKS!（第1週） / NiziU LOCKS!（第2週） / INI LOCKS!（第3週） / 新しい学校のリーダーズLOCKS!（第4週） ▽22:55 K-BREAK ▽23:00 ANZEN LOCKS! supported by JA共済（月） / 松田LOCKS! COUNTDOWN JASRAC supported by JASRAC（水）/ SCHOOL OF LOCK!森林部 supported by 王子ホールディングス（木） ▽23:10 ARTIST LOCKS! ミセスLOCKS!（月） / Saucy LOCKS!（火） / 宮世LOCKS!（水） / 乃木坂LOCKS!（木） | 22:00 SCHOOL OF LOCK!（TOKYO FM） ▽22:18 ARTIST LOCKS! 乃木坂LOCKS!（第1週） / NiziU LOCKS!（第2週） / INI LOCKS!（第3週） / 新しい学校のリーダーズLOCKS!（第4週） ▽22:55 K-BREAK ▽23:00 ANZEN LOCKS! supported by JA共済（月） / 松田LOCKS! COUNTDOWN JASRAC supported by JASRAC（水）/ SCHOOL OF LOCK!森林部 supported by 王子ホールディングス（木） ▽23:10 ARTIST LOCKS! ミセスLOCKS!（月） / Saucy LOCKS!（火） / 宮世LOCKS!（水） / 乃木坂LOCKS!（木） | 23:00 WEEKLY ARTIST FILE （TOKYO FM） |
| 23 | 23:55 K-BREAK | | | | |
| 0 | 0:00 JET STREAM（TOKYO FM） | 0:00 JET STREAM（TOKYO FM） | 0:00 JET STREAM（TOKYO FM） | 0:00 JET STREAM（TOKYO FM） | 0:00 JET STREAM（TOKYO FM） |
| 0 | 0:55 K-BREAK | | | | |
| 1 | 1:00 TOKYO SPEAKEASY（TOKYO FM） | 1:00 TOKYO SPEAKEASY（TOKYO FM） | 1:00 TOKYO SPEAKEASY（TOKYO FM） | 1:00 TOKYO SPEAKEASY（TOKYO FM） | 1:00 From INI（JFNC） |
| 2 | 2:00 AuDee CONNECT（TOKYO FM） | 2:00 AuDee CONNECT（TOKYO FM） | 2:00 AuDee CONNECT（TOKYO FM） | 2:00 AuDee CONNECT（TOKYO FM） | 1:00 From INI（JFNC） |
| 3 | 2:00 AuDee CONNECT（TOKYO FM） | 2:00 AuDee CONNECT（TOKYO FM） | 2:00 AuDee CONNECT（TOKYO FM） | 2:00 AuDee CONNECT（TOKYO FM） | 3:00 ウチらのイイブン!（JFNC） |
| 4 | 4:00 Memories & Discoveries（JFNC） | 4:00 Memories & Discoveries（JFNC） | 4:00 Memories & Discoveries（JFNC） | 4:00 Memories & Discoveries（JFNC） | 3:00 ウチらのイイブン!（JFNC） |

### 週末
| 時 | 土曜日 | 日曜日                                                                                 |
| -- | --- | -------------------------------------------------------------------------------------- |
| 5  | 5:00 サイクリスト・ステーション ツアー・オブ・ジャパン（JFNC）                                                                    | 5:00 PEOPLE（JFNC）                                                                    |
| 5  | 5:30 Music Remark（JFNC） | 5:00 PEOPLE（JFNC）                                                                    |
| 5  | 5:45 健康向上委員会 | 5:00 PEOPLE（JFNC）                                                                    |
| 6  | 6:00 From Athlete!（JFNC） | 6:00 SUNDAY FLICKERS（JFNC）                                                           |
| 7  | 7:00 BNI 神戸東 presents「Expert Voice」 - 小室友里、山内晶人                                                                     | 7:00 小倉・IMALUの○○玉手箱                                                             |
| 7  | 7:10 K-BREAK | 7:00 小倉・IMALUの○○玉手箱                                                             |
| 7  | 7:15 ヒマワリらじお - 伊藤たかえ、要勇人                                                                                          | 7:15 LiLiCoのスウェーデン通信（AIR-G‘）                                                |
| 7  | 7:15 ヒマワリらじお - 伊藤たかえ、要勇人                                                                                          | 7:25 K-BREAK                                                                           |
| 7  | 7:30 イトーとスドーのモノ申し隊!                                                                                                  | 7:30 杉浦太陽・村上佳菜子 日曜まなびより（TOKYO FM）                                   |
| 7  | 7:45 Do The Shuffle ～AI音選部～（JFNC）                                                                                          | 7:30 杉浦太陽・村上佳菜子 日曜まなびより（TOKYO FM）                                   |
| 7  | 7:55 K-BREAK |                                                                                        |
| 8  | 8:00 大阪芸大短大部 presents ハイスクールノオト - 永田早紀                                                                        | 8:00 朝みみ!Precious Family（interfm）                                                 |
| 8  | 8:15 純喫茶 山石 - ターザン山下、山本俊之、藁科佳世                                                                               | 8:00 朝みみ!Precious Family（interfm）                                                 |
| 8  | 8:30 Jazz Reminiscence（JFNC） | 8:30 Sound Library〜世界にひとつだけの本〜（JFNC）                                     |
| 8  | 8:55 交通情報・天気予報 | 8:55 ニュース・天気予報                                                                |
| 9  | 9:00 TOKI CHIC RADIO（JFNC） | 9:00 Laid-Back radio（JFNC）                                                           |
| 9  | 9:30 Little Glee Monster「Join Us!」（JFNC）                                                                                      | 9:30 ブルボン presents Shining Star（JFNC）                                            |
| 9  | 9:55 交通情報・ニュース | 9:55 交通情報・天気予報                                                                |
| 10 | 10:00 SPORTS BEAT supported by TOYOTA（TOKYO FM）                                                                                 | 10:00 ASKA Terminal Melody（TOKYO FM）                                                 |
| 10 | 10:00 SPORTS BEAT supported by TOYOTA（TOKYO FM）                                                                                 | 10:30 YKK AP presents 皆藤愛子の窓café〜窓辺でcafé time〜（TOKYO FM）                  |
| 10 | 10:50 コスモアースコンシャスアクト 未来へのメッセージ（TOKYO FM）                                                                 |                                                                                        |
| 10 | 10:55 K-BREAK | 10:55 交通情報                                                                         |
| 11 | 11:00 Saturday Junction（α-STATION・FM大阪と共同制作、同時生放送） 川原ちかよ、遠藤淳、藤原岬（週替り） ▽11:55 ニュース・天気予報 | 11:00 菊池風磨 hoursz（TOKYO FM）                                                      |
| 11 | 11:00 Saturday Junction（α-STATION・FM大阪と共同制作、同時生放送） 川原ちかよ、遠藤淳、藤原岬（週替り） ▽11:55 ニュース・天気予報 | 11:30 木村拓哉 Flow（TOKYO FM）                                                        |
| 11 | 11:00 Saturday Junction（α-STATION・FM大阪と共同制作、同時生放送） 川原ちかよ、遠藤淳、藤原岬（週替り） ▽11:55 ニュース・天気予報 | 11:57 ニュース                                                                         |
| 12 | 11:00 Saturday Junction（α-STATION・FM大阪と共同制作、同時生放送） 川原ちかよ、遠藤淳、藤原岬（週替り） ▽11:55 ニュース・天気予報 | 12:00 津田健次郎 SPEA/KING（TOKYO FM）                                                 |
| 12 | 11:00 Saturday Junction（α-STATION・FM大阪と共同制作、同時生放送） 川原ちかよ、遠藤淳、藤原岬（週替り） ▽11:55 ニュース・天気予報 | 12:30 CHINTAI presents きゃりーぱみゅぱみゅ Chapter＃0〜Touch Your Heart〜（TOKYO FM） |
| 12 | 12:55 交通情報 | 12:55 天気予報                                                                         |
| 13 | 13:00 JA全農 COUNTDOWN JAPAN（TOKYO FM）                                                                                          | 13:00 いいこと、聴いた（TOKYO FM）                                                     |
| 13 | 13:53 KUMON 笑顔100点満点 大学生リレー（TOKYO FM）                                                                                | 13:00 いいこと、聴いた（TOKYO FM）                                                     |
| 13 | 13:55 JAグループ兵庫 トクモリ・ラジオ - 珠久美穂子                                                                                | 13:55 交通情報                                                                         |
| 14 | 14:00 福山雅治 福のラジオ（TOKYO FM）                                                                                             | 14:00 山下達郎の楽天カード サンデー・ソングブック（TOKYO FM）                          |
| 14 | 14:55 天気予報 | 14:55 天気予報・交通情報                                                               |
| 15 | 15:00 ACN presents 丸山茂樹 MOVING SATURDAY（TOKYO FM）                                                                           | 15:00 日本郵便 SUNDAY'S POST（TOKYO FM）                                               |
| 15 | 15:25 日本住宅ローン GO!GO!家族（TOKYO FM）                                                                                       | 15:00 日本郵便 SUNDAY'S POST（TOKYO FM）                                               |
| 15 | 15:30 広瀬すずの「よはくじかん」（TOKYO FM）                                                                                      | 15:00 日本郵便 SUNDAY'S POST（TOKYO FM）                                               |
| 15 | 15:50 ルートインホテルズ presents とっておきのここだけの旅 ～ここ旅～（TOKYO FM）                                                 |                                                                                        |
| 15 | 15:55 交通情報・ニュース |                                                                                        |
| 16 | 16:00 リリー・フランキー「スナック ラジオ」（TOKYO FM）                                                                           | 16:00 ももいろクローバーZのハッピー・クローバー!TOP10（TOKYO FM）                      |
| 16 | 16:55 交通情報 | 16:55 K-BREAK                                                                          |
| 17 | 17:00 川島明 そもそもの話（TOKYO FM）                                                                                             | 17:00 NISSAN あ、安部礼司〜BEYOND THE AVERAGE（TOKYO FM）                              |
| 17 | 17:55 交通情報・天気予報 | 17:55 交通情報                                                                         |
| 18 | 18:00 AI Not So Different（JFNC）                                                                                                 | 18:00 LEGENDS（JFNC）                                                                  |
| 18 | 18:30 いきものがかり吉岡聖恵のうたいろRadio（JFNC）                                                                               | 18:00 LEGENDS（JFNC）                                                                  |
| 18 | 18:55 兵庫県からのお知らせ・天気予報                                                                                              | 18:55 天気予報                                                                         |
| 19 | 19:00 AK-69 HOT69（NACK5） | 19:00 （第1 - 3週） Music Ride Story（JFNC） （第4週）村上RADIO（TOKYO FM）            |
| 19 | 19:30 武井壮・とにかく明るい安村 THE WORLD CLASS（JFNC）                                                                          | 19:00 （第1 - 3週） Music Ride Story（JFNC） （第4週）村上RADIO（TOKYO FM）            |
| 19 | 19:55 ニュース |                                                                                        |
| 20 | 20:00 アーティスト・プロデュース・スーパー・エディション（JFNC）                                                                  | 20:00 川谷絵音の約30分我慢してくれませんか（JFNC）                                     |
| 20 | 20:00 アーティスト・プロデュース・スーパー・エディション（JFNC）                                                                  | 20:30 アフター 純喫茶 山石 - ターザン山下、山本俊之、藁科佳世                          |
| 20 | 20:55 K-BREAK |                                                                                        |
| 21 | 21:00 森下仁丹 presents バイオRadio! 静恵一（サミットクラブ）、華彩なな、森山智弥子、森下竜一 原浩之（ハクジュホール支配人）      | 21:00 バンディ's What's Going On! - バンディ石田                                       |
| 21 | 21:30 高橋優のリアラジ（JFNC） | 21:30 ナチュラルスパ presents TOKYO SAUNAR'S GARDEN（TOKYO FM）                        |
| 21 | 21:55 K-BREAK |                                                                                        |
| 22 | 22:00 ドリームハート（TOKYO FM）                                                                                                  | 22:00 MUSIC TOURIST（JFNC）                                                            |
| 22 | 22:30 SEKAI NO OWARI “The House”（TOKYO FM）                                                                                      | 22:30 Actors -life & music-（JFNC）                                                    |
| 22 | 22:55 K-BREAK | 22:55 ひょうご ゆるトーク - 中村だいすけ                                               |
| 23 | 23:00 桑田佳祐のやさしい夜遊び（TOKYO FM）                                                                                        | 23:00 鈴木敏夫のジブリ汗まみれ（TOKYO FM）                                             |
| 23 | 23:00 桑田佳祐のやさしい夜遊び（TOKYO FM）                                                                                        | 23:30 SOUL & ROOTS（TOKYO FM）                                                         |
| 23 | 23:55 K-BREAK |                                                                                        |
| 0  | 0:00 クリープハイプ 尾崎世界観 声にしがみついて（JFNC）                                                                           | 0:00 武部聡志のSESSIONS（JFNC）                                                        |
| 0  | 0:30 NOA’s ASIAN TREND（JFNC） | 0:00 武部聡志のSESSIONS（JFNC）                                                        |
| 0  | 0:55 K-BREAK | 0:00 武部聡志のSESSIONS（JFNC）                                                        |
| 1  | 1:00 yamaびこラジオ（JFNC） | 1:00 RADIO NME JAPAN 〜NEW MUSICAL EXPRESS JAPAN〜（JFNC） ※不定期で休止               |
| 1  | 1:30 s**t kingzのダンサーだってしゃべりたい（JFNC）                                                                               | 1:00 RADIO NME JAPAN 〜NEW MUSICAL EXPRESS JAPAN〜（JFNC） ※不定期で休止               |
| 1  | 1:55 K-BREAK | 1:00 RADIO NME JAPAN 〜NEW MUSICAL EXPRESS JAPAN〜（JFNC） ※不定期で休止               |
| 2  | 2:00 Chageの音道（JFNC） | （2:00 - 5:00 TECHNICAL MAINTENANCE） ※不定期で1:00 - 5:00に拡大                       |
| 2  | 2:55 K-BREAK | （2:00 - 5:00 TECHNICAL MAINTENANCE） ※不定期で1:00 - 5:00に拡大                       |
| 3  | 3:00 週刊音楽論（JFNC） | （2:00 - 5:00 TECHNICAL MAINTENANCE） ※不定期で1:00 - 5:00に拡大                       |
| 3  | 3:55 K-BREAK | （2:00 - 5:00 TECHNICAL MAINTENANCE） ※不定期で1:00 - 5:00に拡大                       |
| 4  | 4:00 坂崎さんの番組という番組（JFNC）                                                                                             | （2:00 - 5:00 TECHNICAL MAINTENANCE） ※不定期で1:00 - 5:00に拡大                       |
| 4  | 4:55 K-BREAK | （2:00 - 5:00 TECHNICAL MAINTENANCE） ※不定期で1:00 - 5:00に拡大                       |

### その他
- K-BREAK[注 23]（随時 / フィラー番組） - "K-BREAK"のタイトルコールのあと、様々なジャンルの曲を流す。
- ニュース・天気予報・交通情報（随時） - ジングルはいずれも独立局時代後期に制作されたものが現在も使用されている。番組内包・独立番組のどちらもある。
  - ニュース - 「Kiss Latest[注 24]News」（キッス・レイテスト・ニュース）のサウンドロゴの後、提供スポンサーのない場合は「Kiss Latest News, in Japan and around the world」という男声の後、アナウンサーがニュースを読み上げる。なお、内容は他局で言う朝日新聞NEWSである。Kiss FM KOBEでは『ONE MORNING』内包のニュースを除きニュースは自社制作となっているが、JFN加盟から2007年3月まではJFNニュースを自社制作ニュースと平行する形でネットしており、タイトルコールの差し替え（自社制作ニュースと同じ男声）と、局独自のBGM（自社制作ニュースのBGMとは異なる）を載せて放送していた。
  - 天気予報 - 「Kiss Latest[注 24]Weather」（キッス・レイテスト・ウェザー）のサウンドロゴの後、提供スポンサーのない場合は「Kiss Latest Weather, from the sea to the mountains of Kobe」という男声の後アナウンサーが天気予報を読み上げる。また週末午後の放送では神戸の日の入り時刻を放送し、早めのヘッドライト点灯を呼びかけることがある。
  - 交通情報 - 「Kiss Latest[注 24]Traffic」（キッス・レイテスト・トラフィック）のサウンドロゴの後、提供スポンサーのない場合は「Kiss Latest Traffic, road conditions in the metropolitan area」という男声の後、JARTIC担当者が交通情報を読み上げる。
- Kiss FM KOBE 1.17プロジェクト - 毎年阪神淡路大震災が発生した1月17日からさかのぼって1週間の間に放送される生ワイド番組で主に展開、1月17日 5:00（または5:30） - 6:00の特別番組でその動きをまとめる。発災時刻の5:46の前後は1.17のつどいの会場から中野耕史が電話レポートを行う。

## 過去に放送されていた自社制作番組

### 独立局時代
MON-THU
- DAYBREAK BREEZIN'
- GOOD MORNING KOBE
- Kiss MORNINGBIX
- Herb Terrace
- KOBE COZY
- KOBE COFFRET
- Kiss AFTERNOON BREAK [from OPA STUDIO]
- LUNCHTIME RIPPLE
- LUNCH ON Kiss
- Kiss AFTERNOON DREAM
- SHELLEN'S μ-CONNECTION
- Karen's Beat Access
- MEGA HITS CONNECTION
- Kiss SOUND WAVE
- SHINGO'S RADIO SHOW〜花鳥風月
- Kiss MUSIC PLANET
- AFTER STAGE KOBE
- MIDNITE Kiss
- Kiss ARTIST FOLDER

FRI
- Kiss MORNINGBIX FRIDAY
- KOBE COZY FRIDAY
- LUNCH ON Kiss FRIDAY
- LUNCHTIME RIPPLE FRIDAY
- Kiss OCEAN DREAM
- Karen's Beat Access
- Kiss Stopping On The Way
- Kiss BIG FRIDAY
- Kiss WORLD PROJECT
- GALAXY MUSIC EXPRESS
- HO'VID PARK
- La Viena STORY for TWO
- Kiss'N LAWSON Superduper RADIO
- Who?
- Clubhouse Sound Radio
- FRIDAY NIGHT CHAT CLUB
- 真夜中ラジオ〜Yours〜
- FEELING SEOUL
- Kiss ARTIST FOLDER
- 2055 ARTIST LINE

SAT
- DAYBREAK BREEZIN' WEEKEND
- Kiss WANNA BE NAVI
- WESTIN ISLAND BREEZE
- KOBE URBAN CRUISING
- Nippon Ham Kiss SOUND PIA
- K-BREAK
- TU-KA SOUND EXPRESS
- Kiss CHART GRANDPRIX TOP40 FROM MARISTA
- Kiss CHART GRANDPRIX TOP100
- Kissner's chart Attack
- TREASURE MUSIC DISCOGRAPHY
- SHINGO'S RADIO SHOW〜N.E.T.A.
- SOLID STATE DANCE TERIA
- RIKO STYLE
- FUTURE PARADISE
- Shout&
- Music@Junction
- Yukihiro Takahashi@MUSIC WEB
- SURPASS THREE ANGELS
- Send my heart
- Bar cendrillon
- KEP'S RADIO
- SATURDAY NIGHT ACCESS
- Kiss ARTIST FOLDER

SUN
- SUNDAY NEO CLASSICS
- Kiss SUNDAY SPLASH
- Kiss COAST FREEWAY
- UCC CAFE NA PRAIA
- YAMAZAKI DELICIOUS WIND
- Kiss J-POP Hyper Request
- 筒井康隆のOIL SELLER HOUR
- ROCKIN' RADIO
- MUSIC ETRANGE KOBEST CRUISING
- OZMIC NOTES
- KOBE NIGHT SWING
- SOUND Meets

### JFN加盟後
MON-THU
- BRANDNEW KOBE
- PUMP IT UP!
- Sound Barista from Cafe de MiKi with Hello Kitty
- Kiss DAYLIGHT ANGELS〜海岸通りの午後〜
- floatin'
- JTB旅物語 presents KOBE CRUISING CAFE
- Kiss Rhythm Nation
- たそがれのA.O.R.
- Bravissimo! FELISSIMO
- 月9女子「あいてぃーわい放送部」
- 染谷俊之の「下町気分」
- ミラーボール
- @eee-z
- WE LOVE VISSEL KOBE
- 石田隼と本田礼生の以心伝心!
- テンション!!!!
- ZOOM IN KANSAI
- SHINGO'S RADIO SHOW モ・ク・シ・チ
- STU48石田みなみの虹色えんぴつ
- 4 SEASONS
- STU48の瀬戸胸
- キャリアシェアサービスshabell presents 槙野智章の夢しゃべるっ!

など
FRI
- FRIDAY HIT STREETS
- BRANDNEW KOBE FRIDAY
- COUNTDOWN KOBE
- kankiss.jp〜関西にキッスしよ!〜
- アメリカ村@DEEP
- BPM（Beats Per Minute）
- 樋井明日香のTeen's Voice
- REBOOT!!
- Empire Countdown
- SLD MUSIC CONNECTION
- スマスイ presents PermanentFishのぎょぎょぎょラジオ
- スマスイ presents 川田一輝のいきものレッスンれでぃお
- PRIME HITS KOBE
- FRIDAY NIGHT SPECIAL
  - タイムトリップ神戸
  - 西大伍 presents DAIGO’S LOUNGE
  - 月亭遊方のロック列伝寄席
  - 蓬莱大介 RAIN SONGS
- Kiss BASKETBALL FREAKS supported by ワールドグループ
- KOBE HITS 30
- RADIVEGAS
- 4 SEASONS-ENERGY-
- メンテナンスサロン巡りのき presents 美穂子と岬の「おしゃべりサロン」

など
SAT
- Kiss Slidin' n' Ramblin'
- DISCOVER NEW ZEALAND
- ドクトルかっちゃんの健康にKiss
- ポッシとキャナのナイスキッス!
- Girls Kiss
- 和田裕美のWADA CAFE（2012年6月よりラジオ関西に変更、2014年よりFM FUJIで継続中）
- WEEKEND GLASCOPE
- 青木カレンのSwingin' Lips
- FESTA Della Donna
- JAZZ GROOVE ○○な話
- 岡本商店街 presents 石だたみの街から KOBerrieS♪
- block.fm ＆ しぶや花魁 presents 港神戸は午前4時
- Chillaz at 4AM
- 神戸経済ニュースウィークリー
- NEXT GENERATIONS CAMP
- 社会福祉法人報恩会 presents HAPPY CROSS
- KOBE Deep Night Radio
  - dublab.jp KOBE Collective
  - YJY 並行する世界
  - Cannel troop
- TUNE IN ASIA
- Interviews On!
- ガムラジ
- KISSBREAKRADIO with U.K.
- TOOTH TOOTH SOLEIL
- ラヴィーナ&メゾン STORY FOR TWO[注 25]
- STU48の瀬戸内の胸の内
- Sound of Whisky
- 10BLOCKS
- 中村だいすけの【真夜中の心理学】

など
SUN
- SUN'S Rainbow Kiss
- Sunday a-Style
- Live from the EBU ※2010年12月まではTOKYO FMもネット。
- 今夜はBB!
- Sunday link's Diary
- Kiss MaiSTAR VILLAGE
- ゼネテック presents cocodayo＊radio
- BAR山石[注 26]
- 高橋みつおのディスカバー兵庫
- ミュージックパフェ〜ダメ親子のふたりごと〜
- 神戸船の旅 コンチェルト presents Antique Notesのサンデークルージング
- MUSIC APPLE
- 片山大介のなるほど!レディオ
- 辛坊治郎 Sunday Kiss → 辛坊治郎 Sunday Kiss ぷらす
- 広正建設 presents U.K.のイマスグおもしろ相談室
- 高橋クリニック presents YUMIiQの今夜もBE HAPPY!
- LINO LEIAプロジェクト〜もしも現役大学生アーティストがメジャーデビューするとしたら〜
- Nocturne
- 中山泰秀の「やすトラダムス」

など

## サウンドクルー
サウンドクルーとは、同局におけるディスクジョッキー・アナウンサーの社内呼称(愛称)である。当然ながら自社制作番組のみに用いられる。

### 現在
2024年4月26日現在、JFN加入前から番組担当を継続しているサウンドクルーは中野耕史だけである。
- クマガイツロウ
- 中野耕史
- 松田礼那
- 藤原岬
- ターザン山下
- 小林祐梨子
- 珠久美穂子
- 近藤岳登
- 川田一輝
- 森島みなみ

### 過去
- 赤松美香子
- 浅尾寿美
- 池田奈美子
- 井沢明美
- 大久保かれん
- OKA-KEN
- 荻田ゆみこ
- 小曽根真
- 落水七重
- 小野とも子
- 尾上智子
- 柿本恵美
- 加藤美樹
- 假野剛彦[注 28]
- 川島郁子
- かわたそのこ
- 川本えこ
- 国井修
- 久米村直子
- クリス・グレン
- クリステル・チアリ
- 黒木愛子
- 黒田アーサー
- 慶元まさ美
- Cocoro
- [小嶋晶子
- 後藤心平
- 斎藤陽子
- 向山佳比子
- 佐野恵里
- シーナ・ダスワニ
- ジェフリー・ジェムズ
- シェレン
- 篠原涼子
- ジャネット
- JAM中川
- JOJO大谷
- 鈴木しょう治
- 宅間仁
- 田中さなえ
- 谷山香
- 東村洋子
- TOM G
- 豊永真琴
- 内藤聡
- 永井康之
- 中田リサ
- なまいのぞみ
- 野村富美江
- 橋本のりこ
- パトリック・ユウ
- 林智美
- 原田美樹
- 平野智一
- 福井玲子
- 藤田きょう子
- 藤田幸恵
- 藤原了
- ポール
- 細野晴臣
- mic
- 三崎智子
- 美輪明宏
- 村上実沙子
- MEME
- 森夏子
- 吉川朋江
- 吉田真里子
- RIBEKA
- わたせせいぞう
- 庄司悟
- LINO LEIA
- 井口絵海
- SHINGO
- 三嶋真路
- 永田早紀
- U.K.
- 浜平恭子
- STU48

## アメリカ村TVについて
2007年7月、前身のKiss-FM KOBEが大阪・心斎橋のアメリカ村に大阪支社を設置した際に、新たなサテライトスタジオ「Kiss-FM Studio@アメリカ村 MichelCube（マイケルキューブ）」をオープンした。それと同時にパソコンでの動画配信サービスがユーチューブと共にスタートされ、『アメリカ村TV』という愛称で行われる様になった。なお、動画配信は大阪支社と同じビルに設けられた番組制作会社「kfe」に委託していた。
開始当初は、『kankiss.jp〜関西にキッスしよ!〜』（後の『アメリカ村＠DEEP』）という生放送番組のみだったが、その後も数本の番組の配信が行われた。
しかし、2009年9月を以て『アメリカ村＠DEEP』の動画配信は終了、『樋井明日香のTeen's Voice』もインターネット配信番組に移行し、同年7月から2010年1月まで放送された『SAY YOU CHANNEL Kiss Of Voice!』を最後に自社制作番組の配信は終了、翌2月には自社の運営問題によりサービス自体も終了（公開は4月まで）し、『樋井明日香のTeen's Voice』は放送休止となった。なお、ユーチューブからは3月まで姫路・みゆき通りのCafe de Miki with Hello Kitty内特設サテライトスタジオからの動画配信が行われていたが、これも5月で公開を終了した。現在でも一部の動画配信サイトで番組が視聴できる。
動画配信が行われた『アメリカ村＠DEEP』以外の主な番組は以下の通り（カッコ内はサウンドクルー又は出演者）。
- Pararell Kiss（Pudding）
- 樋井明日香のTeen's Voice
- アイドルサイドを歩け!!〜Walk on the idol side〜
- ポッシとキャナのナイスキッス!（NICE GIRL プロジェクト!。開始前にメンバー紹介の動画が配信されていた。）
- Girls Kiss（ハロプロ関西→SI☆NA）
- JK21 Anything Goes
- SAY YOU CHANNEL Kiss Of Voice!（杉田智和、梶裕貴、酒井香奈子他）

## オープニング・クロージング
- オープニング：Suzanne Ciani（英語版）『Mother's Song』（開局時より不変）
- クロージング：Yanni『Secret Vows』（開局時より不変）

2024年2月現在は日曜深夜（月曜未明）の26:00（2:00）の時報直後にクロージングを流し、5:00までメンテナンスで休止する。ただし、停波はせずテストトーンを送出している。また不定期で放送終了時間が25:00に繰り上がる場合があり、この場合は停波している（放送休止が早くなる場合、テストトーンの途中で停波し無音を経て4:50頃に再びテストトーンを送出する）。その後、4:56頃からオープニングを流して放送再開となる。なお、オープニング・クロージングともに局名・コールサイン・周波数・送信出力・親局・中継局等の紹介はすべて英語で行われる。
また、ステーションブレイクなどに女性の英語の歌に乗せて、女性のサウンドクルーが日本語で周波数を読み上げるIDのようなものが60秒間流れることがある。
ちなみにスザンヌ・シアニは、独立局時代の看板番組の1つ『Nocturne』のテーマミュージック『Drifting』の作曲者でもある。

## ジングル類
Kiss-FM オリジナルジングル
- 「89.9 Kiss-FM KOBE」と歌ったり、「Cinderella Station Kiss-FM KOBE」という男声が入るものが基準。開局初期のものはアメリカのジョーンズTM社の前身にあたる企業が制作しており、同社のジングル制作部署(Studio Dragonfly)のサイトで「Kiss KOBE」1・2、「Maximum Kiss」のタイトルでサンプルとして試聴できる。
  - 兵庫エフエム放送となった現在もほぼ変わらず使用されているが、男声はなくなり、かわってその部分にメロディのみになるか女性の声が入るようになった。
- 開局記念日前後には、アーティストが作曲したジングルが複数制作され、通常ジングルに交じり使用されている。
- 12月1日から25日まではクリスマス専用ジングルが流れる。
- 自社制作ワイド番組では、毎時最後のCM前には「JOIV-FM You’re listening to Kiss FM KOBE 89.9」のアナウンスジングルが入る。
- 旧法人のJFN加盟以来、一貫してJFN共通ジングルを使用せず[注 31]、上記のオリジナルジングルを使用している（2021年6月時点）。

## 主な受賞歴
先述の通り、2001年には『SHINGO'S RADIO SHOW ～花鳥風月～』（シンゴズ・レディオ・ショー ～花鳥風月～）でサウンドクルーのSHINGOがギャラクシー賞パーソナリティー部門で受賞したが他にも『KOBE TEEN'S COMMUNITY"HO'VID PARK"』で平成16年（2004年）日本民間放送連盟賞ラジオ生ワイド部門優秀賞を『Kiss Music Presenter』で2020年日本民間放送連盟賞ラジオ生ワイド部門優秀賞をそれぞれ受賞した。

## 関連人物
- 阿久悠（兵庫県洲本市五色町出身の作詞家。開局時の取締役最高顧問。）